# Dixie Burrus Browning
Dixie Burrus Browning (Outer Banks, Carolina del Norte, 9 de septiembre de 1930– 11 de junio de 2024) es una popular autora estadounidense de pinturas artísticas y novelas románticas. Ha alcanzado la fama tanto en su faceta de artista como pintora e ilustradora, como en la de novelista de romances contemporáneos bajo el seudónimo de Zoe Dozier y con su apellido de casada, Dixie Browning, y también escribiendo romances históricos con ayuda de su hermana Mary Burrus Williams bajo el seudónimo de Bronwyn Williams.
Las hermanas Burrus son hijas del fallecido jugador de béisbol Maurice Lennon "Dick" Burrus.

## Biografía
Dixie Burrus es una virgo nacida en 1930, sus raíces se remontan a principios del siglo XVIII en Hatteras, una isla del estado de Carolina del Norte. Es nieta de un capitán de barco, Dozier Burrus, su padre Maurice Lennon "Dick" Burrus, fue un famoso jugador de béisbol. Ella se crio en el seno de una familia numerosa, tiene dos hermanas que comparten su pasión por el romance: Mary Burrus Williams y Sarah Burrus Shoemaker, y también tenía un hermano al que perdieron.
Dixie se casó con el Sr. Browning un ingeniero electrónico y se fue a vivir a Winston-Salem, también en Calorina del Norte. El matrimonio ha tenido un hijo y una hija que les han dado dos nietos. Ahora que su marido ya está jubilado han regresado a la isla donde se crio.
Dixie es una mujer de lo más activa, que ha sido pintora premiada, jurado, ilustradora y activa defensora de todo tipo de formas de arte en Carolina del Norte. Entre sus pasatiempos están tocar la guitarra, la cerámica, la joyería, buscar piedras, navegar, pescar, coser...
Mary, mostró a Dixie una colección de Harlequin romance, y Dixie decidió probar a presentarse a un concurso de novela, aunque escribir no resultaba tan sencillo como creía.
Desde logró alcanzar la fama, ha impartido numerosos seminarios y talleres para las escritoras estadounidenses de novela romántica. Según ella, su mayor recompensa ha sido conocer a tantas escritoras que hayan triunfado y que le hayan regalado muchos horas de buena lectura.
Dixie logró publicar sus dos primeros romances contemporáneos en 1977 bajo el seudónimo de Zoe Dozier, y desde entonces continuó escribiendo incansablemente novelas bajo su nombre de casada: Dixie Browning.
Su hermana Mary, le preguntó por qué no se animaba a escribir novelas históricas además de contemporáneas, y su hermana le dijo que ella no era capaz de dedicar el tiempo necesario para documentarse. Mary se ofreció a ayudarla con toda la documentación y aportando ideas, si ella decidía escribirlos. Escribieron su primera novela y se la pasaron a su hermana Sarah Burrus Shoemaker para que diese el visto bueno. Decidieron combinar los nombres de casadas de ambas y modificándolos un poco crearon el seudónimo de: Bronwyn Williams. Lograron publicar su novela en 1988.
Actualmente Dixie continua escribiendo novelas contemporáneas en solitario como Dixie Browning e históricas junto a su hermana como Bronwyn Williams.
Entre otros galardones ha recibido un premio RITA, del cual ha sido finalista varias veces, 3 Maggies por la mejor novela histórica del año, 7 galardones del North Carolina Press Club y 5 premios de la National Federation of Press Women.

### Como Zoe Dozier

#### Novelas independientes
- Home again, my love	1977
- Warm side of the island	1977

### Dixie Browning

#### Novelas independientes
- Unreasonable summer	1980/05	(Un verano delirante)
- Tumbled wall	1980/10
- Chance tomorrow	1981/01
- Wren of paradise	1981/04
- East of today	1981/07
- Winter blossom	1981/11	(Flores de invierno)
- Renegade player	1982/04
- Island on the hill	1982/07
- Logic of the heart	1982/09
- Finders keepers	1982/10
- Loving rescue	1982/12
- A secret Valentine	1983/02
- Practical dreamer	1983/05
- Shadow of yesterday	1983/06
- Reach out to cherish	1983/08
- Image of love	1983/10
- The Hawk and the Honey	1984/01
- Visible heart	1984/02
- Late rising moon	1984/03	(Luna de fuego)
- Journey to quiet waters	1984/05
- The love thing	1984/07
- Just desserts	1984/08
- First things last	1984/10
- Stormwatch	1984/11
- Time and tide	1984/12
- The tender barbarian	1985/02	(Una extraña pareja)
- By any other name	1985/03
- Matchmarker's moon	1985/06
- Something for herself	1985/08
- Abird in hand	1985/09
- In the palm on her hand	1986/02	(En la palma de la mano)
- The security man	1986/06
- Reluctant dreamer	1986/10
- A winter woman	1986/12	(Una maravillosa trampa)
- There one was a lover	1987/03	(Érase una vez)
- A matter of timing	1987/09
- Belonging	1987/10
- Henry the Ninth "SILHOUETTE CHRISTMAS STORIES: 1987"	1987/11
- Fate takes a holiday	1988/04	(Una subasta muy especial)
- Along came Jones	1988/06	(Y entonces llegó él... = Y después llegó él...)
- Thin ice	1989/01	(Fuego helado)
- Beginner's luck	1989/09	(Suerte de principiante)
- Ships in the night	1990/01	(Barcos en la noche)
- Twice in a blue moon	1990/08	(Al otro lado del río)
- The homing instinct	1990/09	(Donde está el corazón)
- Just say yes	1991/09	(Dime que sí)
- Not a marrying man	1991/11	(El eterno soltero)
- Gus and a nice Lady	1992/02	(Un encanto de mujer)
- Best man for the job	1992/06
- Hazards of the heart	1993/04
- Kane's way	1993/08	Todo un reto
- Grace and the law "SPRING FANCY '94"	1994/04 / "SPRING FEVER" 1997	1994/04
- Single female (reluctantly) seeks	1995/11
- The baby notion	1996/07	(Al modo tradicional)
- Look what the stork brought	1997/12	(Un regalo del destino)
- Texas millonaire	1999/08
- The bride-in-law	1999/11	(Un principio desastroso)
- Cinderella's midnight kiss	2000/06	(El beso de Cenicienta)
- More to love	2001/06	(Más que amor)
- Rocky and the senator's daughter	2001/11	(Oculta entre las sombras)
- The marrying millionaire	2002/01
- The millionaire's pregnant bride	2002/02	(El soltero)
- The quiet seduction	2002/11
- Undertown	2003/07	(Misterios del pasado)
- Christmast Eve reunion "HOME FOR THE HOLLIDAYS"	2003/11
- Social graces	2003/12	(El escándalo)
- Driven to distraction	2004/03	(Sólo dos días)

- (El soltero más codiciado)

#### Outer Banks Series(Serie Outer Banks)
1. Keegan's hunt	1993/11	(Atrapado en ti)
2. Lucy and the stone	1994/05	(Pasión en la isla)
3. Two hearts, slightly used	1994/11	(Dos corazones)

#### Tall, dark and handsome Series(Serie Alto, moreno y atractivo)
1. Alex and the angel	1995/01	(Alex y el ángel)
2. Beauty, the Beast and the Baby, The	1996/01	(Encuentro casual)
3. Stryker's wife	1996/01	(Contra el viento)

#### Lawless heirs Series(Serie Herederos Lawless)
1. The passionate G-Man	1998/11	(Una misión imposible)
2. His business, her baby	1998/05
3. A knight in rusty armor	1999/02	(Todo un caballero)

#### Passionate Powers Series(Serie Apasionados Powers)
1. A bride for Jackson Powers.	2000/02	(Atrapados por el amor)
2. The virgin and the vengeful groom	2000/11	(Una mujer en peligro)

#### Beckett Series(Serie Beckett)
1. Beckett's Cinderella	2002/08	(La cenicienta y el seductor)
2. Beckett's convenient bride	2003/01	(El tiempo en sus manos)

#### Divas who dish Series(Serie Buscando novio)
1. Her passionate Plan B	2005/01	(Comedia de errores)
2. Her man upstairs	2005/02	(Un amor de verdad)
3. Her fifth husband?	2005/03	(El quinto marido)

### Bronwyn Williams

#### Novelas independientes
- White witch	1988/07
- Dandelion	1989/06
- Stormwalker	1990/06
- Gideon's fall	1991/03
- The mariner's bride	1991/11
- A promise kept "HARLEQUIN HISTORICAL CHRISTMAS STORIES: 1992"	1993/10
- The Warfield bride	1994/09
- Bedeviled	1995/03
- Dream catchers	1995/12
- Slow surrender	1995/12
- Halfway home	1996/08
- Seaspell	1997/08
- Sunshine "HEART OF THE HOME"	1997/05
- Beholden	1998/09	(Tormenta de amor)
- Entwined	1998/06
- The paper marriage	2000/08	(Sólo de palabra)
- As good and gold "BIG SKY GROOMS"	2001/08	 / "MONTANA LEGENDS" 2005
- Longshadow's woman	2001/11	(Amores prohibidos)
- The mail-order brides	2001/12	(Novia de encargo)
- Blackstone's bride	2003/08	(Una atracción irresistible)

#### Beckett Series(Serie Beckett)
1. Beckett's birthright	2002/11	Libertad para amar